# Rodney Alexander

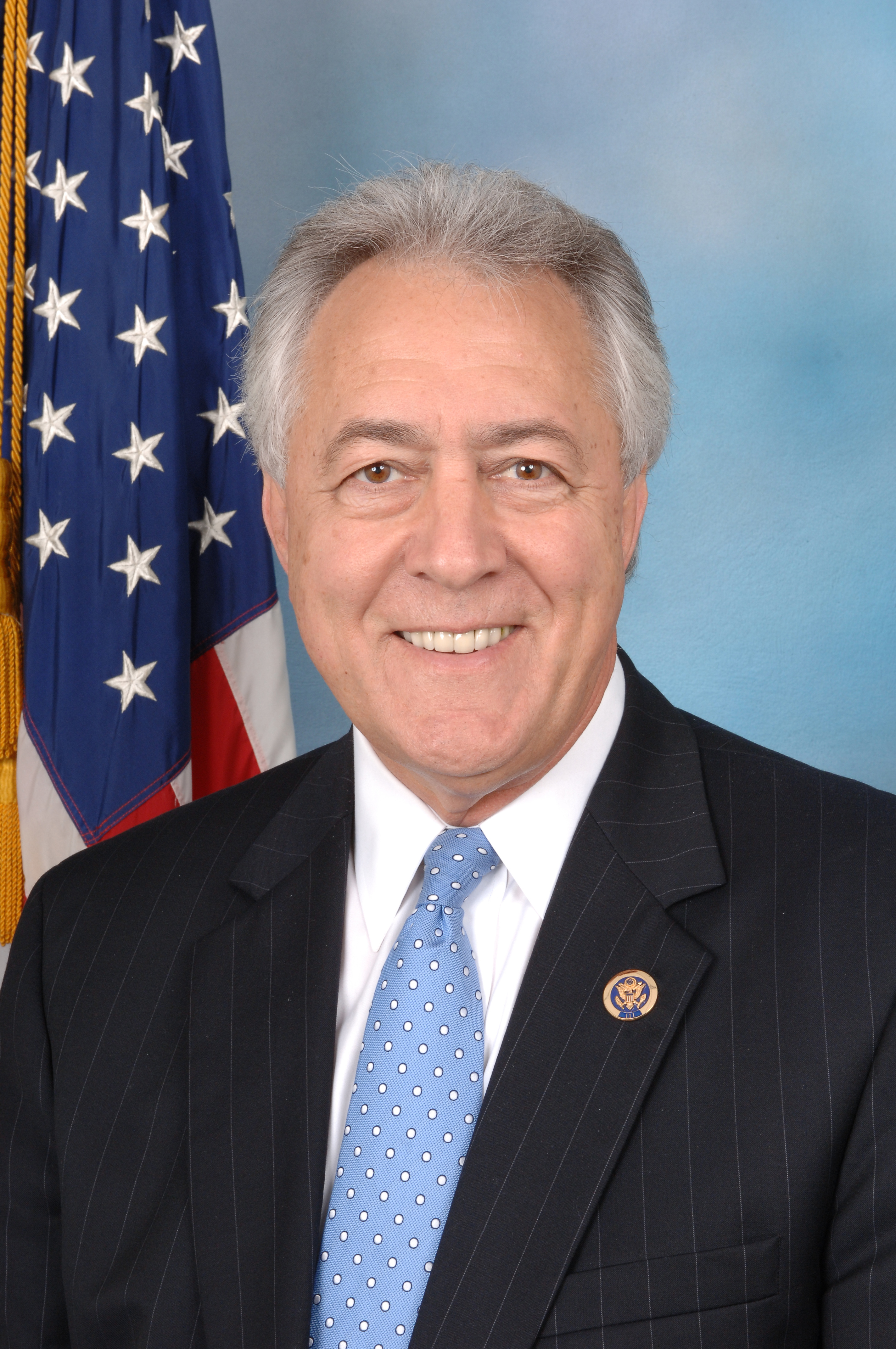
Rodney Alexander

Rodney Alexander (* 5. Dezember 1946 in Bienville, Bienville Parish, Louisiana) ist ein US-amerikanischer Politiker. Von 2003 bis 2013 vertrat er den Bundesstaat Louisiana im US-Repräsentantenhaus, seit 2004 für die Republikanische Partei. Im August 2013 kündigte er an, bis September des Jahres aus dem Kongress auszuscheiden, und nannte als Grund die wachsende Polarisierung und Selbstblockade der Washingtoner Politik.
Rodney Alexander besuchte zunächst die Jonesboro-Hodge High School in Jonesboro. Anschließend studierte er am Louisiana Technical College in Ruston. In den folgenden Jahren arbeitete er in der Versicherungsbranche. Zwischen 1964 und 1981 besaß er auch eine Baufirma. Von 1965 bis 1971 gehörte Alexander der Reserve der US Air Force an.
Politisch war Alexander damals Mitglied der Demokratischen Partei. Zwischen 1987 und 2002 saß er als Abgeordneter im Repräsentantenhaus von Louisiana. Dort war er Vorsitzender des Health and Welfare Committee. Bei den Kongresswahlen des Jahres 2002 wurde er mit weniger als tausend Stimmen Vorsprung als Demokrat im fünften Wahlbezirk von Louisiana in das US-Repräsentantenhaus in Washington, D.C. gewählt, wo er am 3. Januar 2003 die Nachfolge von John Cooksey antrat. Seit August 2004 gehört er diesem nach einem Parteiwechsel als Republikaner an, was scharfe Kritik der Demokraten seines Heimatstaates nach sich zog, da er seinen Wechsel 30 Minuten vor Ende der Einreichungsfrist für Kandidaten der Wahl 2004 bekanntmachte und damit den Demokraten die Chance nahm, einen ernstzunehmenden Herausforderer zu benennen. Seine Entscheidung brachte ihm aber von Seiten der Republikaner einen Sitz im einflussreichen Investitionsausschuss ein, in dem er Bundesmittel für Louisiana organisierte. Alexander gewann alle fünf Wiederwahlen mit großem Abstand; zuletzt wurde er bei den Wahlen 2010 mit 78,6 Prozent und 2012 mit 77,8 Prozent der Stimmen bestätigt. Alexander stellte sich als „pro-business, pro-life, and pro-gun“-Kandidat dar.
Alexander kündigte am 6. August 2013 an, sich aus dem Kongress zurückzuziehen, um im September des Jahres Secretary of Veterans’ Affairs (Minister für Veteranen-Angelegenheiten) in Louisiana zu werden, was eine außerordentliche Nachwahl für seinen Kongress-Sitz nach sich ziehen wird. Als mögliche Nachfolger im republikanisch geprägten Wahlkreis galten der Demokrat Jamie Mayo (Bürgermeister von Monroe) und die republikanischen Senatoren des Bundesstaates Mike Walsworth und Neil Riser sowie der Stabschef Alexanders, Adam Terry; Alexander selbst wird als Kandidat für das Amt des Gouverneurs von Louisiana 2015 gehandelt.
Bei der Nachwahl konnte überraschenderweise der Republikaner Vance McAllister den Sitz erobern. 
Rodney Alexander ist mit Nancy Sutton verheiratet, mit der er drei erwachsene Kinder hat.